# 長泉町
長泉町（日语：／ Nagaizumi chō */?）是位於日本靜岡縣東部的町，隸屬於駿東郡，也是現時縣內人口數最多的町。轄區地處伊豆半島的根部，當地人口則集中在行經東南部的御殿場線的周邊地區。長泉町因擁有豐富的地下水和便捷的交通，因此在日本戰後經濟奇蹟時期吸引許多工廠前來設廠，並發展成以工業為主的城鎮。而當地因地處沼津市和三島市之間，因此也發展成上述兩座市的睡城，並在近年來興建大量的住宅區。
長泉町內也坐落著於2024年12月25日經金氏世界紀錄認證的世界最小公園。

## 地理

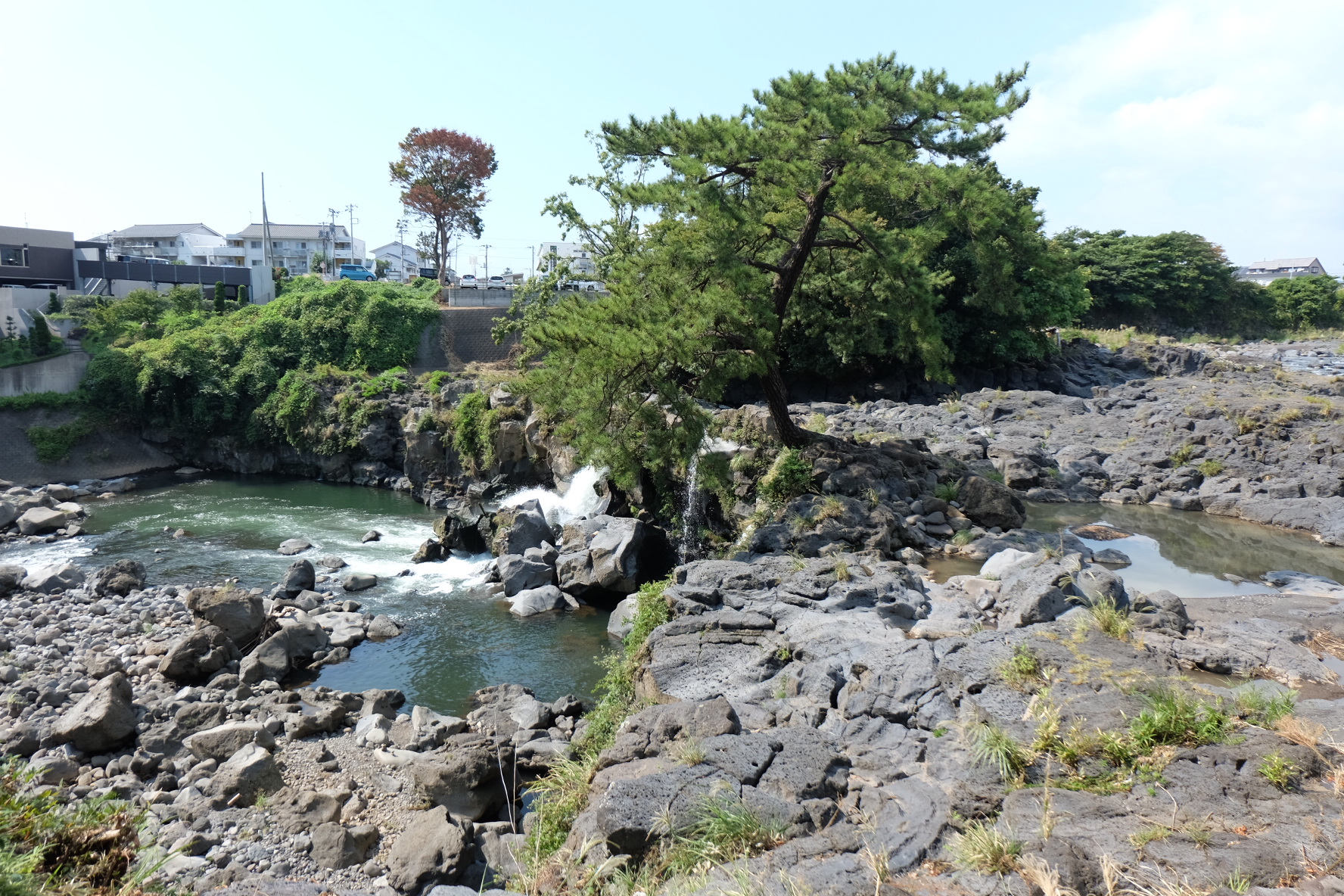
鮎壺之瀧

長泉町地處伊豆半島的根部，境內則約40%的面積被森林覆蓋。轄區呈南北狹長狀，其中約80%的面積坐落著海拔1188公尺的愛鷹山及其連峰。流經町內的黄瀨川東側為富士山噴發出來的熔岩所形成的沖積扇與台地。而長泉町內的海拔落差約為1400公尺。發源自愛鷹山的桃澤川流經轄區西部，並在中央地帶與黃瀨川匯流後注入南邊的狩野川。而流經長泉町及沼津市邊界的黃瀨川上的鮎壺之瀧則被指定為靜岡縣的天然紀念物。

### 氣候
長泉町全年的氣候較為溫暖。根據統計，2020年當地的年均溫為17℃，年降雨量約2000毫米，風速則為每秒3公尺。

## 歷史

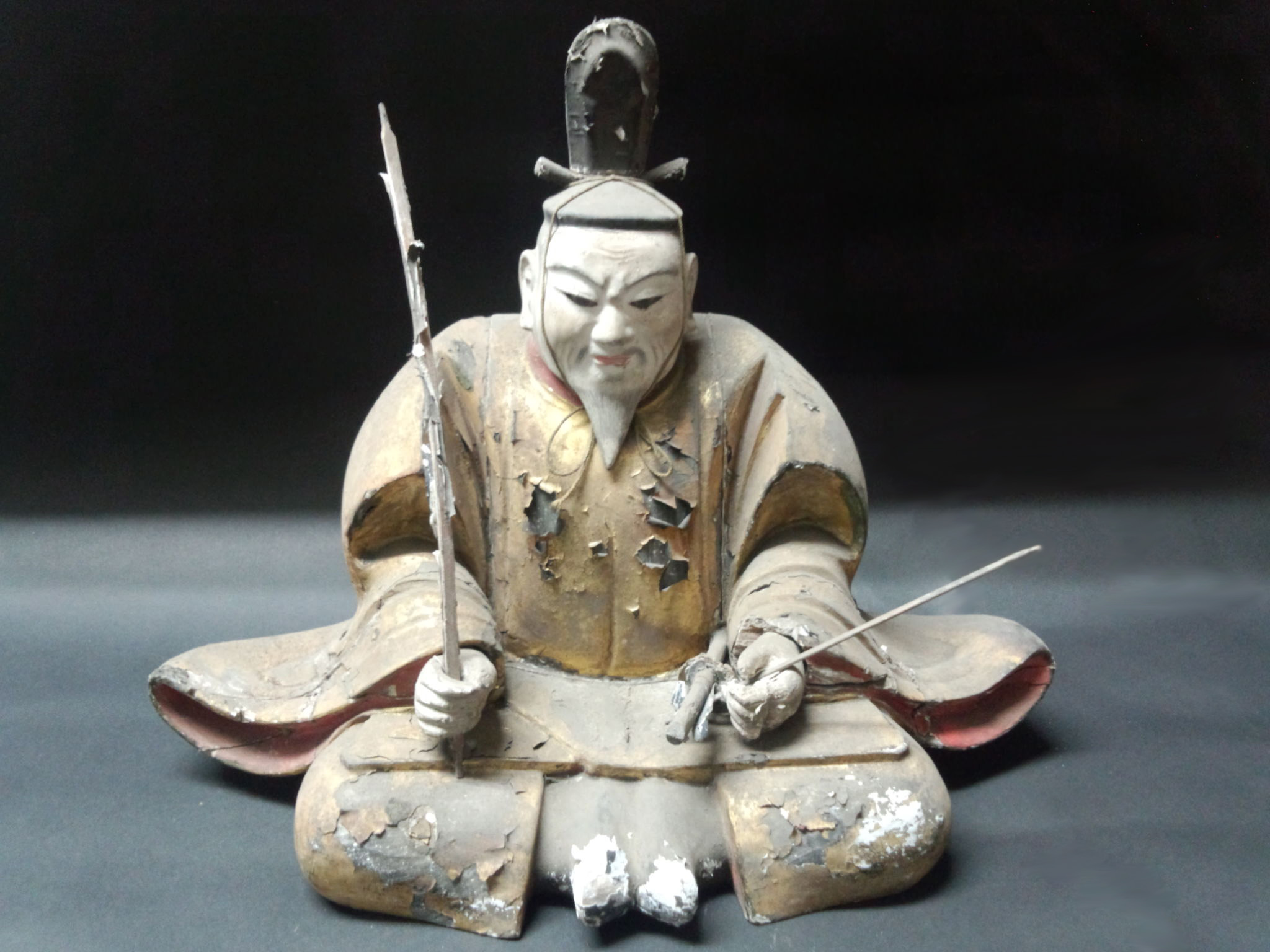
安置於西願寺 (靜岡縣長泉町)內的長久保城八幡神像

長泉町自古時便有人類居住，境內曾發掘出舊石器時代的遺跡與文物。而位於下土狩地區的原分古墳則出土過馬具、鐵製箭鏃、須惠器與土師器等文物。天文6年（1537年），北條氏綱在河東之亂中攻下今川氏位於長泉的長久保城，並由其弟北條幻庵（北條長綱）負責守備。天文14年（1545年）9月，今川義元在武田信玄的援助下攻擊長久保城，並於11月6日落城。

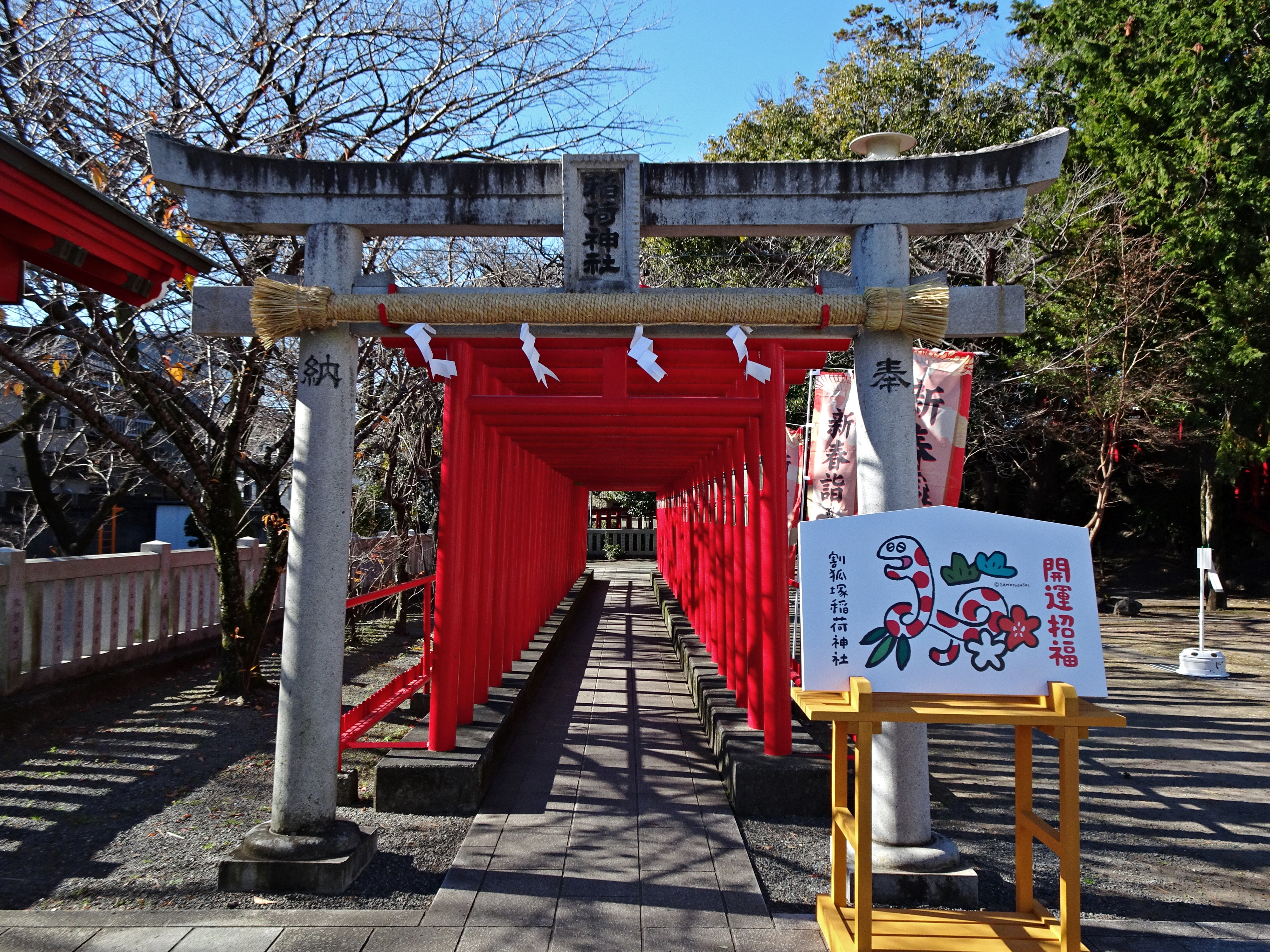
位於町內的割狐塚稻荷神社鳥居

明治22年（1889年），日本實施町村制，並將下長窪村等10個村合併成長泉村。昭和35年（1960年），長泉村改制成現今的長泉町。由於長泉町擁有豐富的地下水，且當地往返靜岡市及東京的交通相當便利，因此在日本戰後經濟奇蹟時期吸引許多工廠前來設廠，並逐漸發展成以工業為主的城鎮。2020年4月1日為當地實施町制的60周年。

## 行政
現任町長池田修於2021年9月在選舉中以自動當選的方式成功連任，其任期將持續至2025年10月。

## 人口
長泉町的總人口數在日本戰後經濟奇蹟時期因工廠的遷入而開始成長，至2010年的日本國勢調查時已突破4萬人的門檻。根據2020年的日本國勢調查統計，當地的幼年人口佔比為15.9%，高居靜岡縣第一；人口增長率則位居縣內第二。而據2018年的統計，當地的高齡人口佔比為22.1%，低於當時日本全國的平均值，並預估2040年將上升至28.4%。
| 長泉町人口分布圖 |                                               |  |
| 長泉町與日本全國年齡別人口分布比較圖 （2005年資料） | 長泉町的年齡、男女別人口分布圖 （2005年資料） |  |
| ■紫色是長泉町 ■綠色是全国 | ■藍色是男性 ■紅色是女性                       |  |
| 長泉町人口變化 \| 1970年 \| 27,951人 \| \| \| 1975年 \| 30,718人 \| \| \| 1980年 \| 31,423人 \| \| \| 1985年 \| 32,324人 \| \| \| 1990年 \| 33,101人 \| \| \| 1995年 \| 34,208人 \| \| \| 2000年 \| 36,169人 \| \| \| 2005年 \| 38,716人 \| \| \| 2010年 \| 40,763人 \| \| \| 2015年 \| 42,331人 \| \| \| 2020年 \| 43,336人 \| \| |                                               |  |
| 資料來源：日本總務省統計中心提供之人口普查數據 |                                               |  |
| 1970年 | 27,951人                                      |  |
| 1975年 | 30,718人                                      |  |
| 1980年 | 31,423人                                      |  |
| 1985年 | 32,324人                                      |  |
| 1990年 | 33,101人                                      |  |
| 1995年 | 34,208人                                      |  |
| 2000年 | 36,169人                                      |  |
| 2005年 | 38,716人                                      |  |
| 2010年 | 40,763人                                      |  |
| 2015年 | 42,331人                                      |  |
| 2020年 | 43,336人                                      |  |

## 經濟
根據日本2020年的國勢調查統計，長泉町的就業人口中約1.8%從事第一級產業，32.7%的就業人口從事第二級產業，64.8%則從事第三級產業。當地的農業以生產柿子、薯蕷（大和芋）、哈密瓜與蔥等農產品為主，近年來則面臨勞動力人口短缺與高齡化等問題。工業方面，長泉町擁有3處工業園區，並以化學工業等產業為主。根據統計，2013年和2018年，長泉町的製造品出貨總額各為3299億與4441億日圓，皆位居靜岡縣內的町行政區之首；其中占比最大的產業為塑膠製品製造業與食品製造業。而由於長泉町內擁有豐富的自然資源，因此每年吸引約37萬名遊客到訪。2018年造訪當地的遊客數上升至42萬人。

## 教育
長泉町內共有3所小學校、2所中學校與1所私立的高等學校（知德高等學校）。根據2023年5月的統計，町內共有2612名小學生與1331名中學生。

## 交通

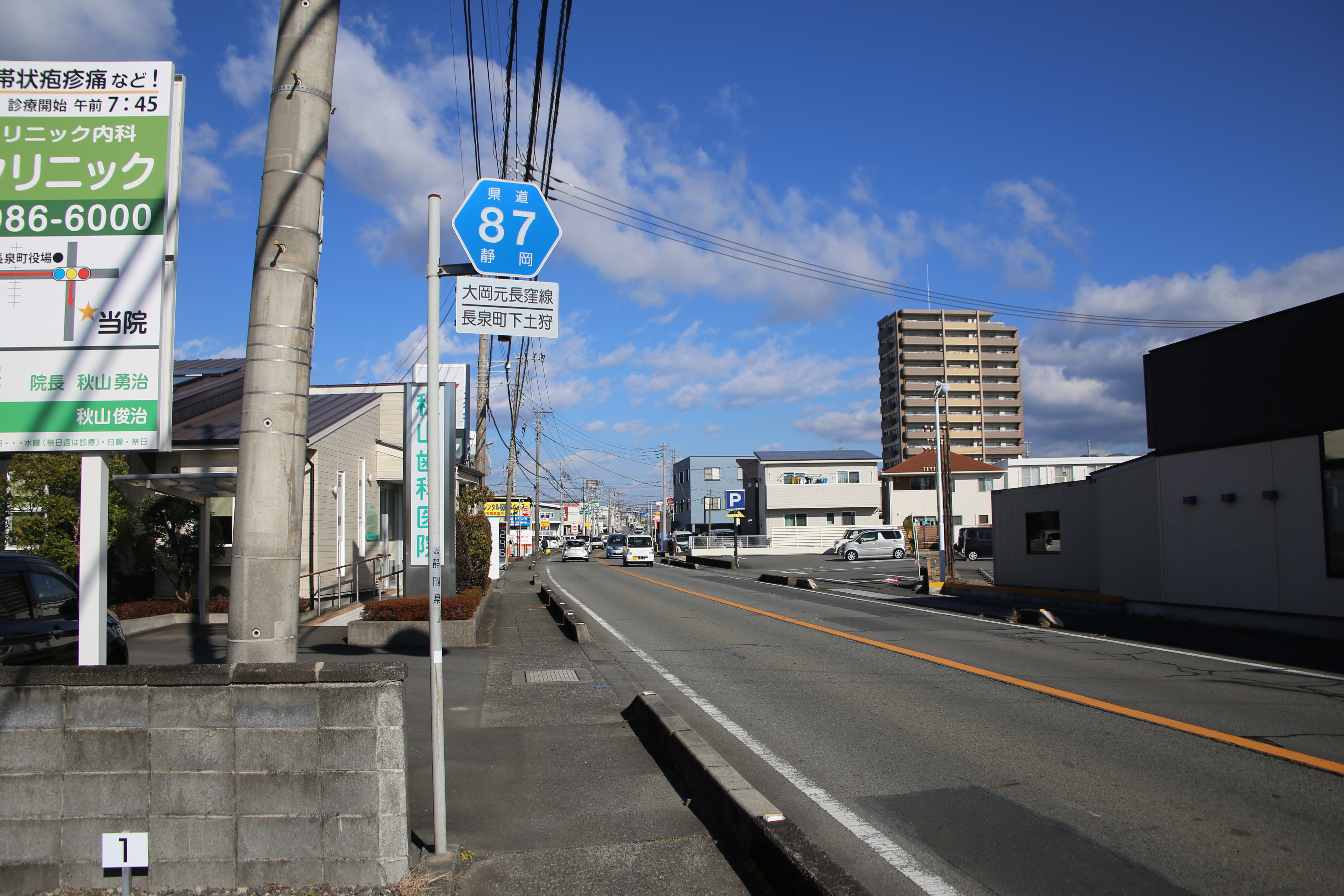
行經長泉町的靜岡縣道87號（日语：静岡県道87号大岡元長窪線）
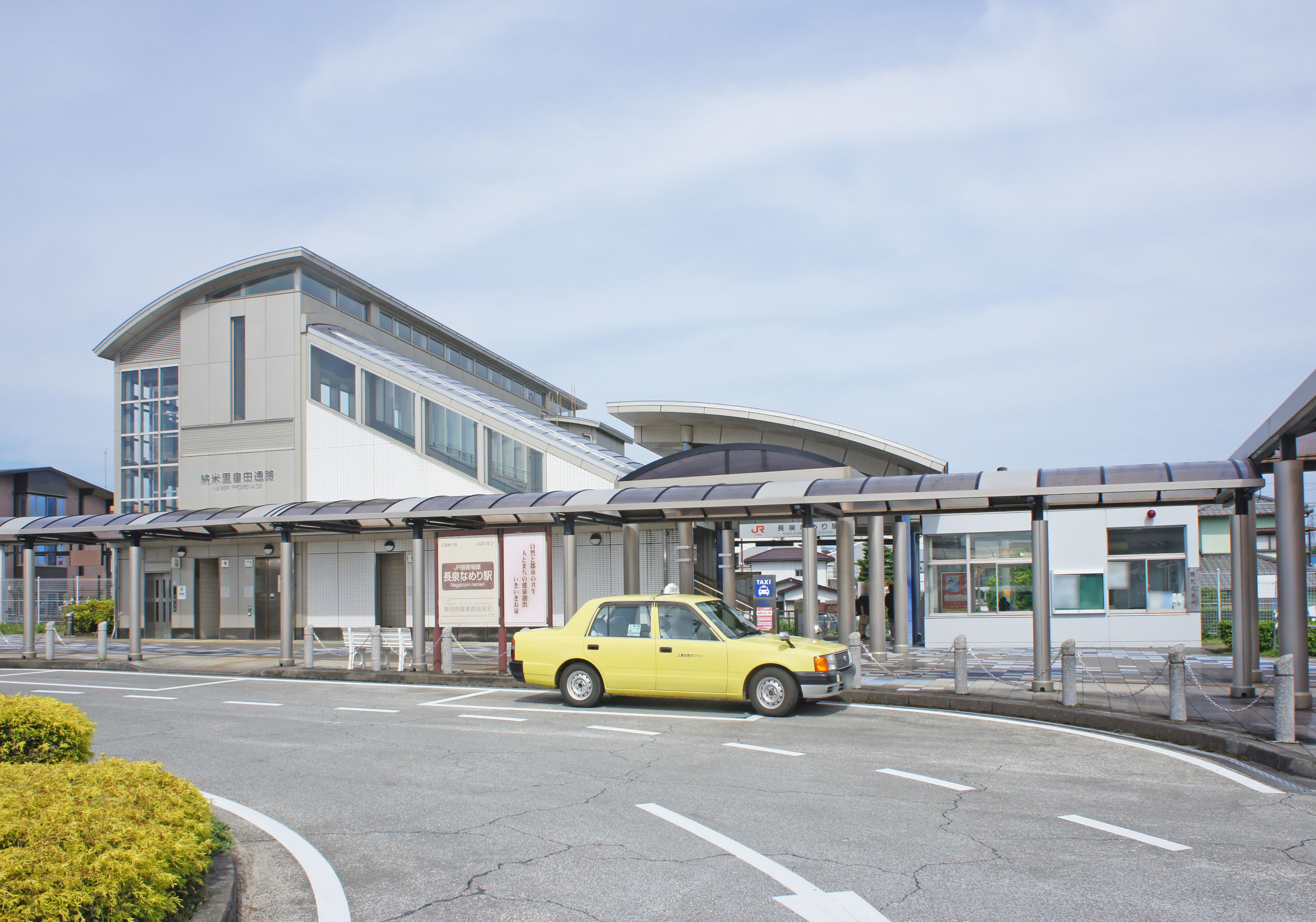
長泉納米里站的西出入口

伊豆縱貫自動車道以東西向穿越長泉町的中央地帶，於轄區東邊設置長泉IC，並透過長泉JCT與新東名高速公路的長泉沼津IC連接；而國道246號也通過町內的東南部地區。鐵路方面，JR東海的御殿場線通過長泉町，並由南往北設置下土狩站與長泉納米里站。而距離當地最近的新幹線車站是位於東邊的三島市，屬於東海道新幹線的三島站。

## 友好城市
長泉町與以下日本行政區為友好城市:
| 市町村 | 都道府縣 | 締結日期       |
| ------ | -------- | -------------- |
| 青木村 | 長野縣   | 2007年11月17日 |

長泉町與以下外國行政區為友好姐妹城市:
| 國家   | 城市                                        | 締結日期     |
| ------ | ------------------------------------------- | ------------ |
| 新西兰 | 旺阿努伊（馬納瓦圖-旺阿努伊大區旺阿努伊郡） | 1988年9月9日 |

### 統計資料
1. ↑  長泉町住民窓口課 《人口・世帯一覧表令和6年度 令和7年2月1日現在》 長泉町役場，2025年2月1日。 (ウェブ版XLSX （页面存档备份，存于）)
2. ↑  静岡県庁 経営管理部市町行財政課 《住民基本台帳月報 令和7年2月1日現在》 静岡県庁，2025年2月1日。 (ウェブ版XLSX （页面存档备份，存于）)

## 外部連結
- OpenStreetMap上有關長泉町的地理
- 長泉町公式ホームページ（日語）（页面存档备份，存于）